# Pierrickia decasetosa
Pierrickia decasetosa är en rundmaskart som beskrevs av Vitiello 1970. Pierrickia decasetosa ingår i släktet Pierrickia och familjen Comesomatidae. Inga underarter finns listade i Catalogue of Life.